# تجديد محطات الطاقة

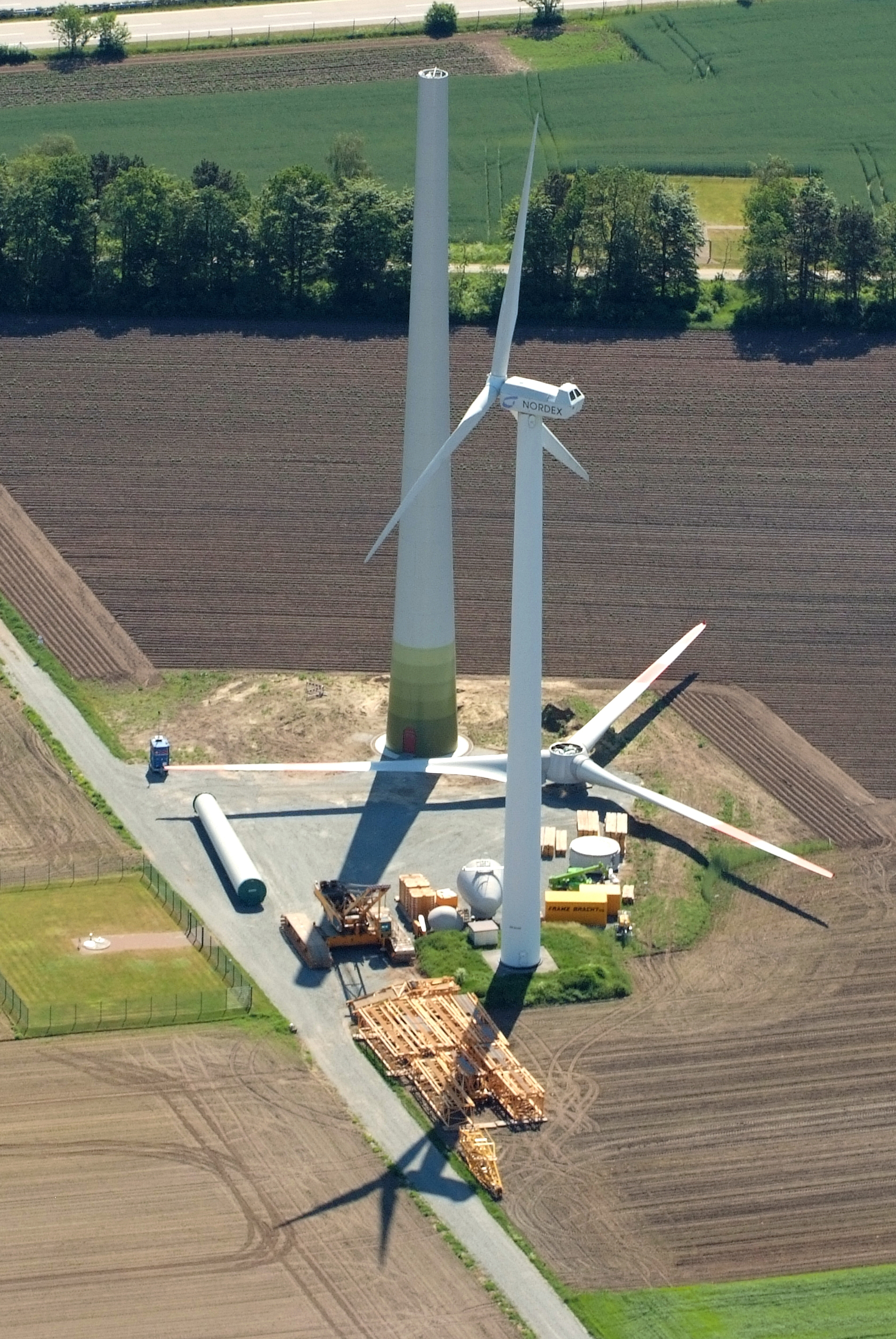

تجديد محطات الطاقة هي عملية استبدال محطات الطاقة القديمة مع أحدث منها، إما أن يكون لها قدرة أكبر أو أكثر كفاءة مما يؤدي إلى زيادة الطاقة المولدة من المحطة.

يمكن للتجديد أن يحدث بعدة طرق مختلفة. فيمكن أن يكون التجديد على مستوي صغير مثل
تغيير قطع معينة، أو على مستوي كبير مثل استبدال النظام بأكمله لإنشاء نظام أكثر قوة تماما. 

هناك العديد من الإيجابيات للتجديد: فمجرد تجديد القديم هو في حد ذاته مفيد جنبا إلى جنب مع خفض
التكاليف للحفاظ على تشغيل محطة ما بالإضافة إلى تقليل التكاليف مستقبلا وانتاج طاقة أعلى، كما تكون العملية مفيدة للبيئة ومحافظة على مصادرها.

## طاقة الرياح
لجأت دول مثل ألمانيا والدنمارك التي لديها عدد كبير من التوربينات إلي تجديد التوربينات القديمة من أجل زيادة قدرة طاقة محطات الرياح وتوليد أكبر قدر من الطاقة الكهربائيه. وقد ازداد معدل توليد الطاقة الناتجه عن استخدام مزارع الرياح منذ عام 1990 تدريجيا، حيث أصبحت توربينات الرياح التي تولد اثنين ميجاوات أفضل حوالي أربع مرات من توربينات 500 كيلوواط التي كانت في عام 1995.

في ولاية كاليفورنيا الأمريكية، أصبحت توربينات الرياح باليه ويجب تجديدها ولكن بسبب عدم دعم هذا التوجه من قبل المشرعين، تم تشغيل توربينات غير فعالة في ولاية كاليفورنيا في عام 1980 . وقدرتها حوالي 1320 ميغاواط.

في عام 2005، كانت الغالبية العظمى من توربينات الرياح في نطاق حجم بين 51 كيلوواط إلى
100 كيلوواط. في عام 2002 كان هناك نقله لأول مرة في توربينات من درجة الميجاوات
بحلول عام 2007، وتمكنت كاليفورنيا من تجديد ٪ 20 من الطاقة التي كانت بِمُجمل 365 ميجاوات MW الي الحد الأقصى 1.640 MW.

## تحويل المحطات التي تعمل بالفحم إلى غاز
مع التنظيم البيئي الجديد في الولايات المتحدة، أصبحت محطات الطاقة التي تعمل بالفحم غير فعالة ولا بد من تقليلها لأضرارها على البيئة ولوجود بدائل أقوى وأنظف. ولقد تم إغلاق ما يصل إلى ثلاثة أرباع محطات الطاقة التي تعمل بالفحم وتجديد محطات الطاقة العاملة بحرق الفحم القديمة إلى مراجل حرق الغاز. ويقدر أن ما يصل إلى 30 جيجاوات من قدرة توليد الطاقة الحالية للولايات المتحدة يمكن أن تفقد من خلال أعمال التحديث على المحطات القديمة تباعا لقوانين وكالة حماية البيئة الأمريكية EPA.

وضعت شركة سيمنز الألمانية طريقتان لتشغيل مصانع الفحم القديم. وتسمى أول طريقه الاستخدام
الأمثل للطاقة  وتسمى الثانية بالقوة الموازية. 

وكمثال لمشروع التجديد نذكر مثلا تحديث مصنع سيوارد حيث كانت محطة لتوليد الكهرباء
تعمل بالفحم بطاقة 521 ميغاواط. وكان المشروع يستهدف ثلاث مراجل للفحم المسحوق الموجوده بها مع تغييرات كبيرة مثل CFB وتحويل اثنين منهما الي مراجل الفحم النظيف والتكنولوجيا
جنبا إلى جنب مع شركة ألستوم مولده التوربينات CFB وتركيب اثنين من مراجل ألستوم
البخارية.
هذا المصنع الآن هو أكبر مصنع يستخدم فحم النفايات في العالم بسعة 521 ميغاواط من الطاقة 
و يعمل باستخدام 11000 طن من فحم النفايات يوميا.